# Alice Regnault
Alice Regnault, pseudonimo di Augustine-Alexandrine Toulet (Normandia, 5 febbraio 1849 – Parigi, 12 luglio 1931), è stata un'attrice francese.

## Biografia
Dopo una modesta e breve carriera teatrale iniziata nel 1871, dove i suoi successi erano dovuti soprattutto alla sua bellezza, è diventata molto ricca come cortigiana di alto valore. Si ritirò nel 1881. Per qualche tempo ha lavorato come giornalista nel Gaulois di Arthur Meyer, sotto lo pseudonimo di Mitaine de Soie. Ha anche pubblicato due romanzi, Mademoiselle Pomme (1886) e La Famille Carmettes (1888).
La sua celebrità, la deve principalmente al suo matrimonio, nel maggio 1887, a Londra, con il famoso scrittore francese Octave Mirbeau, con cui conviveva già da tre anni. Dopo un terzo di secolo di vita in comune, Alice Regnault ha tradito la memoria del romanziere pacifista, alcuni giorni dopo la sua morte, nel 1917, pubblicando nella stampa bellicista un falso Testamento politico di Octave Mirbeau, scritto da Gustave Hervé, che, dopo essere stato socialista, pacifista e antimilitarista, era diventato ultranazionalista al principio della guerra. Sacha Guitry, che conosceva e ammirava molto Mirbeau, ricorderà questo tradimento nella sua commedia, Un sujet de roman (Un soggetto di romanzo), ispirato da Alice e Octave Mirbeau (1923).

## Opere
- (FR) Mademoiselle Pomme, 1886.
- (FR) La Famille Carmettes, 1888.